# Жарылгасов, Андрей Жарылгасович
Андрей Жарылгасович Жарылгасов (12 декабря 1939; Кзылкогинский район, Гурьевская область, Казахская ССР, СССР — 18 декабря 2000; Уральск) — советский и казахский мастер бурения. Заслуженный горный исследователь СССР. Лауреат Государственной премии СССР (1981).

## Биография
Андрей Жарылгасович Жарылгасов родился 12 декабря 1939 года в пос. Миялы Кзылкогинском районе.
В 1958 году Окончил Атырауский нефтяной техникум.
В 1958 по 1960 годы бурильщик, буровой мастер Северо-Эмбинской партии тресста «Актобенефтеразведка».
В 1960 по 1970 годы инженер по нормированию, буровой мастер, начальник буровой, главный инженер, начальник Мастексайского участка Урало-Волжской нефтеразведочной экспедийии тресста «Уральскнефтегазразведка».
В 1970 по 1998 годы глваный инженер, начальник геолого-поисковой партии, начальник буровой Уральской нефтеразведочной экспедейии АО «Уральскнефтегазгеология».
Скончался 18 декабря 2000 года в Уральске.

## Награды и звания
- Государственная премия СССР (1981)
- Орден Ленина (высшая государственная награда СССР)
- Орден Трудового Красного Знамени (дважды)
- Орден Дружбы народов
- Медаль «В ознаменование 100-летия со дня рождения Владимира Ильича Ленина»
- Медаль «Ветеран труда»
- Заслуженный горный исследователь СССР
- «Заслуженный геологоразведчик Казахской ССР»
- Почётный нефтяник СССР
- Награждён Почётной грамотой Верховного Совета Казахской ССР